# Bearden (Arkansas)
Bearden é uma cidade localizada no estado americano de Arkansas, no Condado de Ouachita.

## Demografia
Segundo o censo americano de 2000, a sua população era de 1 125 habitantes. 
Em 2006, foi estimada uma população de 1 031, um decréscimo de 94 (-8.4%).

## Geografia
De acordo com o United States Census Bureau, a localidade tem uma área de 3,0 km², sem área coberta por água. Bearden localiza-se a aproximadamente 76 m acima do nível do mar.

## Localidades na vizinhança
O diagrama seguinte representa as localidades num raio de 32 km ao redor de Bearden. 